# Lilli Schwarzkopf
Lilli Schwarzkopf (née le 28 août 1983 à Novopokrovka au Kirghizistan) est une athlète allemande, spécialiste de l'heptathlon.

## Carrière
Aux Jeux olympiques de 2012 organisés à Londres, elle va obtenir le meilleur résultat de sa carrière, en décrochant la médaille d'argent derrière la britannique Jessica Ennis, en terminant l'heptathlon avec 6649 points, améliorant son record personnel qui datait de 2008 de 113 points.
Lors du Décastar de Talence, elle se rompt le tendon d'achille droit lors de la première épreuve du 100 mètres haies.

## Palmarès
| Date | Compétition                           | Lieu                                  | Résultat | Épreuve    | Points |
| ---- | ------------------------------------- | ------------------------------------- | -------- | ---------- | ------ |
| 2005 | Championnats du monde                 | Helsinki                              | 13e      | Heptathlon | 5 993  |
| 2006 | Hypo-Meeting                          | Götzis                                | 3e       | Heptathlon | 6 335  |
| 2006 | Championnats d'Europe                 | Göteborg                              | 3e       | Heptathlon | 6 420  |
| 2006 | Coupe du monde des épreuves combinées | Coupe du monde des épreuves combinées | 3e       | Heptathlon | 19 168 |
| 2007 | Championnats du monde                 | Osaka                                 | 5e       | Heptathlon | 6 439  |
| 2008 | Jeux olympiques                       | Pékin                                 | 8e       | Heptathlon | 6 379  |
| 2011 | Ruhrgas DLV Mehrkampf                 | Ratingen                              | 3e       | Heptathlon | 6 370  |
| 2011 | Championnats du monde                 | Daegu                                 | 5e       | Heptathlon | 6 321  |
| 2012 | Hypo-Meeting                          | Götzis                                | 3e       | Heptathlon | 6 461  |
| 2012 | Jeux olympiques                       | Londres                               | 2e       | Heptathlon | 6 649  |
| 2014 | Mehrkampf-Meeting Ratingen            | Ratingen                              | 1re      | Heptathlon | 6 426  |
| 2014 | Championnats d'Europe                 | Zurich                                | 5e       | Heptathlon | 6 332  |
| 2014 | Coupe du monde des épreuves combinées | Coupe du monde des épreuves combinées | 3e       | Heptathlon | 18 973 |

## Records
| Épreuve           | Performance   | Lieu     | Date            |
| ----------------- | ------------- | -------- | --------------- |
| 100 mètres haies  | 13 s 26       | Londres  | 3 août 2012     |
| Saut en hauteur   | 1,85 m        | Zurich   | 14 août 2014    |
| Lancer du poids   | 14,89 m       | Daegu    | 29 août 2011    |
| 200 mètres        | 24 s 72       | Ratingen | 16 juillet 2011 |
| Saut en longueur  | 6,34 m        | Ratingen | 17 juin 2007    |
| Lancer du javelot | 55,25 m       | Ratingen | 21 juin 2009    |
| 800 mètres        | 2 min 09 s 63 | Ratingen | 25 juin 2006    |
| Heptathlon        | 6 649 pts     | Londres  | 4 août 2012     |

| Épreuve          | Performance   | Lieu         | Date            |
| ---------------- | ------------- | ------------ | --------------- |
| 60 mètres haies  | 8 s 53        | Ludwigshafen | 21 janvier 2012 |
| Saut en hauteur  | 1,81 m        | Francfort    | 27 janvier 2008 |
| Lancer du poids  | 14,83 m       | Francfort    | 27 janvier 2008 |
| Saut en longueur | 6,35 m        | Francfort    | 28 janvier 2007 |
| 800 mètres       | 2 min 16 s 59 | Francfort    | 27 janvier 2008 |
| Pentathlon       | 4 641 pts     | Francfort    | 27 janvier 2008 |